# Ralph Meeker
Ralph Meeker (właśc. Ralph Rathgeber; ur. 21 listopada 1920 w Minneapolis, zm. 5 sierpnia 1988 w Los Angeles) – amerykański aktor filmowy, teatralny i telewizyjny.
Zagrał m.in. główną rolę detektywa Mike’a Hammera w klasycznym filmie noir Śmiertelny pocałunek w reżyserii Roberta Aldricha z 1955. Pojawił się również u boku Jamesa Stewarta w westernie Naga ostroga (1953; reż. Anthony Mann) oraz obok Kirka Douglasa w Ścieżkach chwały (1957) w reżyserii Stanleya Kubricka; a także w legendarnym filmie wojennym Parszywa dwunastka (1967; reż. Robert Aldrich).
Po tym, gdy w 1980 doznał wylewu krwi do mózgu wycofał się z aktorstwa. 8 lat później zmarł na zawał serca.

## Wybrana filmografia
- Czterech w jeepie (1951) jako sierżant William Long
- Teresa (1951) jako Dobbs
- Naga ostroga (1953) jako Roy Anderson
- Śmiertelny pocałunek (1955) jako Mike Hammer
- Ścieżki chwały (1957) jako kapral Philippe Paris
- Ada (1961) jako płk Yancey
- Masakra w dniu świętego Walentego (1967) jako George Moran ("Bugs")
- Parszywa dwunastka (1967) jako kpt. Stuart Kinder
- Detektyw (1968) jako detektyw Curran
- Na krawędzi (1970) jako Carl McCain
- Taśmy prawdy (1971) jako kpt. Delaney
- Pojedynek helikopterów (1973) jako Jim McAndrew
- Brannigan (1975) jako kpt. Moretti
- Pokarm bogów (1976) jako Jack Bensington
- Zimowe zabójstwa (1979) jako Gameboy Baker
- Ostrzeżenie (1980) jako Dave